# دی‌هیدروکسی استون
دی‌هیدروکسی استون (انگلیسی: Dihydroxyacetone) یا گلیسرون یک کربوهیدرات ساده (یک تریوز) با فرمول C
3H
6O
3 است. این ترکیب در نیشکر و چغندر قند نیز یافت می‌شود.
دی‌هیدروکسی استون یکی از ساده‌ترین کتوزها است. کتوزها یک مونوساکارید دارای یک گروه عاملی کتونی در هر مولکول هستند.